# Дом мёртвых 2
«Дом мёртвых 2» (англ. House of the Dead 2) — американский боевик с элементами фильма ужасов режиссёра Майкла Хёрста, основанный на серии игр House of the Dead. Вышедший в 2005 году, фильм является прямым сиквелом «Дома мёртвых» Уве Болла.

## Сюжет
Профессор Рой Кьюриен, отец Руди (главного героя предыдущего фильма), проводит опыты в Сиэттле по созданию сверхчеловека. Его подопытным становится Алисия, девушка Руди, заражённая вирусом зомби. Однако эксперимент выходит из под контроля: очень скоро живые мертвецы захватывают город. Для разрешения сложившейся ситуации агентство AMS направляет в Сиэттл двух своих лучших агентов в сопровождении спецназа морской пехоты США.

## В ролях
| Актёр           | Роль                                     |
| --------------- | ---------------------------------------- |
| Эммануэль Вожье | агент AMS Александра «Найтингейл» Морган |
| Эд Куинн        | агент AMS Джейк Эллис                    |
| Sticky Fingaz   | сержант Далтон                           |
| Виктория Пратт  | лейтенант Эллисон Хенсон                 |
| Надин Веласкес  | рядовая Мария Родригез                   |
| Сид Хэйг        | безумный учёный Рой Кьюриен              |
| Стив Монро      | капрал Джеральд О’Коннер                 |
| Элли Корнелл    | полковник Джорден Каспер                 |
| Билли Браун     | рядовой Гриффин                          |
| Джеймс Паркс    | капрал Барт                              |
| Дэниел Саутворт | рядовой Накагава                         |
| Мирси Монро     | студентка Сара Кёртис                    |

## Критика
Джон Кондит из Dread Central оценил фильм на 3 звезды из 5 и написал, что он «заслуживает шанса, несмотря на его недостатки».